# Helmut Lotti

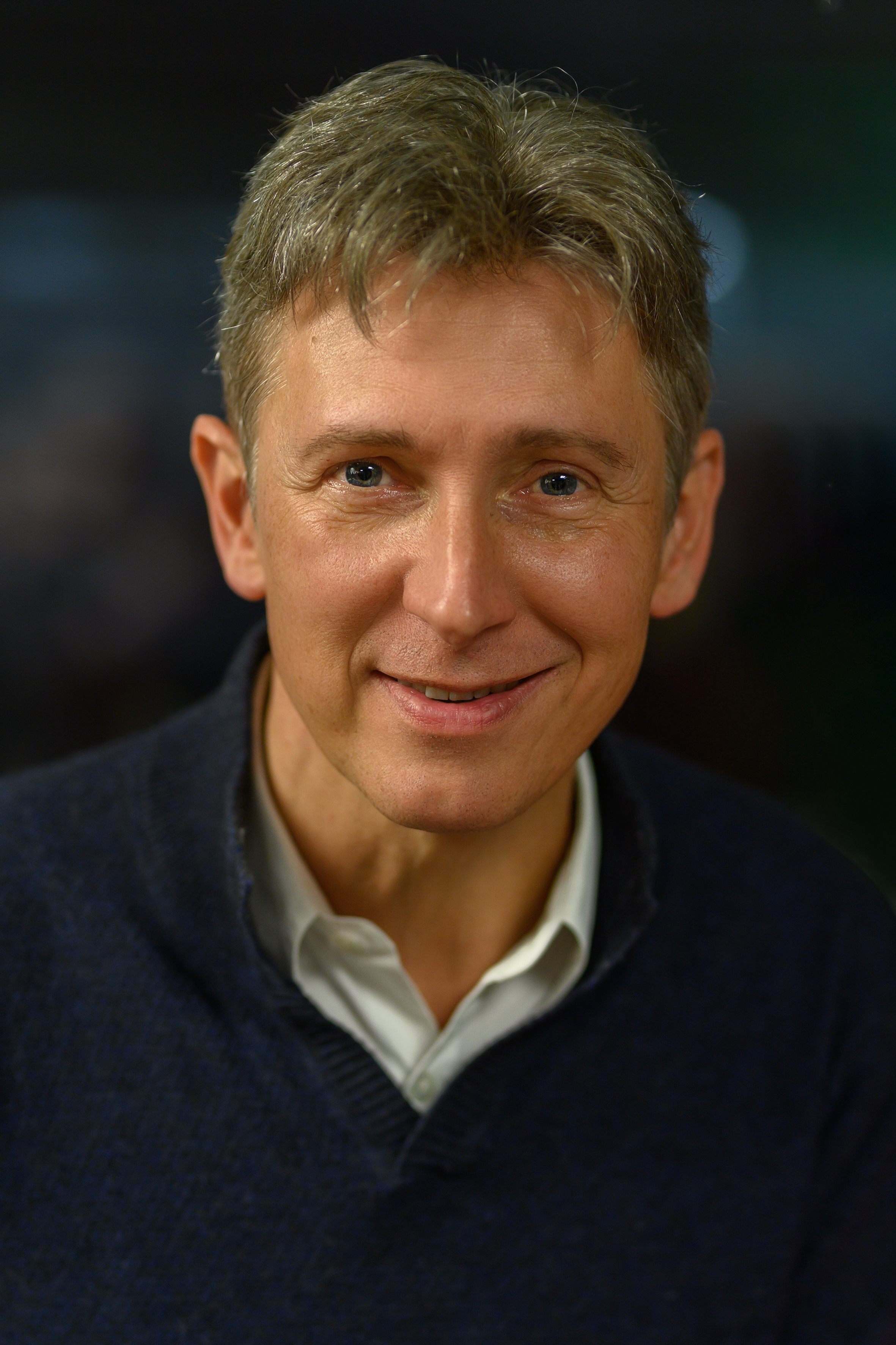
Helmut Lotti

Helmut Lotti, artiestennaam van Helmut Lotigiers (Sint-Amandsberg, 22 oktober 1969), is een Belgische zanger. Hij werd op negentienjarige leeftijd lokaal bekend na zijn deelname aan de Nederlandse Soundmixshow. Vanaf 1995 brak hij ook internationaal door met een reeks "classic"-albums: lichte versies van klassiek repertoire en symfonische versies van wereldrepertoire. Lotti verkocht meer dan 14 miljoen albums.

## Levensloop
Helmut Lotti werd in 1969 geboren in Sint-Amandsberg als oudste van drie zonen. Zijn ouders scheidden toen hij zes was. Hij kreeg nog twee halfbroers. Hij is een kleinzoon van Bart Lotigiers.
Toen hij op zijn vijfde Elvis Presley uit de boxen van moeders grammofoon hoorde komen, was het liefde op het eerste gehoor. Die liefde is tot op heden onaangetast. Nog op zijn vijfde stond hij voor het eerst op een podium; in de Gentse opera, waar grootvader Lotigiers directeur was, speelde hij het zoontje van een markies.
In 1989 nam Helmut Lotti deel aan de Soundmixshow in Nederland. Hij zong My boy van Elvis Presley, werd tweede en kreeg een contract aangeboden voor een volledige cd. Initieel onder de naam Kevin Leach, maar uiteindelijk werd het toch Helmut Lotti. Drie nummers uit dat eerste album Vlaamse nachten werden top 10-hits in de Vlaamse Ultratop en bekroond met een gouden plaat. Ook zijn volgende drie albums waren in Vlaanderen goed voor eremetaal.
In 1995 brak Helmut Lotti internationaal door. Toen gaf hij, geïnspireerd door Luciano Pavarotti's toenmalige hit Caruso (origineel van Lucio Dalla) een concert met een symfonisch orkest. Datzelfde jaar nam hij live in de Antwerpse Koningin Elisabethzaal Helmut Lotti goes classic op. Met twaalf keer platina werd dit album de meest verkochte plaat ooit in België.
Na vijf Classic-albums maakte Helmut Lotti ook lichtklassieke versies van andere muziekstijlen, zoals Afrikaans, Latijns-Amerikaans, Russisch en pop-repertoire. Met deze albums en zijn eerbetoon aan Elvis, My tribute to the King, oogstte Lotti wereldwijd succes, waaronder in de Verenigde Staten. Op eigen bodem stond hij als eerste Vlaamse artiest ooit zes opeenvolgende avonden in een uitverkocht Vorst Nationaal.
Helmut Lotti nam ook nog een dubbelalbum met croonersongs op en een swing-album. Na een toer door onder meer Australië kondigde hij een rustperiode aan waarin hij zich wilde herbronnen. 
Begin 2013 verscheen Mijn hart & mijn lijf, een album met bijna louter zelfgeschreven Nederlandstalige nummers. Producer van het album is Stef Kamil Carlens, terwijl de teksten door Bart Vanegeren werden geschreven. In 2016 kwam The comeback album uit. Lotti toerde in 2017 en 2018 opnieuw door Duitsland, Oostenrijk en Zwitserland. In 2018 was hij deelnemer aan het televisieprogramma Liefde voor muziek. In 2021 bracht Helmut Lotti zijn nieuwste plaat uit, Italian Songbook. Hiermee ging hij op een Europese tournee door Nederland, België, Duitsland, Zwitserland, Oostenrijk en Denemarken.
Op 18 juni 2023 trad hij met een hardrockrepertoire op in de Metal Dome van Graspop op met Hellmut Lotti goes metal. In het najaar van 2023 ging hij met dat repertoire op tournee. Op 8 juni 2024 stonden zij op de mainstage van het Hello Festival in Emmen.
Lotti ontving verschillende muziekprijzen en onderscheidingen. In 2004 werd hij benoemd tot grootofficier in de Leopoldsorde.
Sinds 1996 is Helmut Lotti Goodwill Ambassadeur voor UNICEF. 

### Persoonlijk
Helmut Lotti is op 9 mei 2009 gehuwd met journaliste Jelle Van Riet. Zij leerden elkaar kennen toen zij hem voor de boekenbijlage van De Standaard interviewde. Begin 2017 kondigde Lotti aan dat ze uiteen zijn. Het was zijn derde huwelijk. Uit zijn eerste huwelijk, dat door de kerkelijke rechtbank nietig werd verklaard, heeft hij een dochter. Hij woont in de Belgische Ardennen.

## Discografie

### Albums
| Album met hitnotering(en) in de Vlaamse Ultratop 200 albums | Datum van verschijnen | Datum van binnenkomst | Hoogste positie | Aantal weken | Opmerkingen                                       |
| ----------------------------------------------------------- | --------------------- | --------------------- | --------------- | ------------ | ------------------------------------------------- |
| Vlaamse nachten                                             | 1990                  | -                     |                 |              |                                                   |
| Alles wat ik voel                                           | 1992                  | -                     |                 |              |                                                   |
| Memories                                                    | 1993                  | -                     |                 |              |                                                   |
| Just for you                                                | 14-04-1995            | 22-04-1995            | 2               | 26           |                                                   |
| Helmut Lotti goes classic                                   | 17-11-1995            | 25-11-1995            | 1(11wk)         | 95           | Livealbum                                         |
| Helmut Lotti goes classic II                                | 15-11-1996            | 23-11-1996            | 1(12wk)         | 58           | Livealbum                                         |
| Helmut Lotti goes classic III                               | 06-09-1997            | 01-11-1997            | 1(11wk)         | 32           | Livealbum                                         |
| Romantic                                                    | 1998                  | 03-10-1998            | 2(2wk)          | 19           |                                                   |
| Helmut Lotti goes classic - final edition                   | 1998                  | 31-10-1998            | 1(7wk)          | 20           | Livealbum                                         |
| Romantic 2                                                  | 1999                  | 09-10-1999            | 14(2wk)         | 6            |                                                   |
| Out of Africa                                               | 15-10-1999            | 30-10-1999            | 1(13wk)         | 31           |                                                   |
| Vlaamse hits                                                | 2000                  | 22-04-2000            | 8               | 10           |                                                   |
| Latino classics                                             | 13-10-2000            | 21-10-2000            | 1(8wk)          | 24           |                                                   |
| Latino love songs                                           | 07-09-2001            | 22-09-2001            | 2               | 20           |                                                   |
| My tribute to the King                                      | 02-08-2002            | 17-08-2002            | 1(7wk)          | 32           |                                                   |
| Pop classics in symphony                                    | 22-09-2003            | 27-09-2003            | 2(5wk)          | 33           |                                                   |
| From Russia with love                                       | 20-09-2004            | 25-09-2004            | 3(2wk)          | 26           |                                                   |
| Meine geliebte Klassik / My favorite classics               | 24-03-2006            | 01-04-2006            | 12              | 9            |                                                   |
| The crooners                                                | 15-09-2006            | 23-09-2006            | 1(10wk)         | 36           |                                                   |
| Time to swing                                               | 12-09-2008            | 20-09-2008            | 2               | 25           | Platina                                           |
| Mijn hart & mijn lijf                                       | 14-01-2013            | 19-01-2013            | 6               | 17           |                                                   |
| Faith, hope & love                                          | 27-11-2015            | 05-12-2015            | 8               | 21           |                                                   |
| The comeback album                                          | 21-10-2016            | 23-09-2017            | 14              | 27           |                                                   |
| Soul classics in symphony                                   | 28-09-2018            | 06-10-2018            | 1(4wk)          | 13*          | met The Golden Symphonic Orchestra / Platina      |
| Italian Songbook                                            | 03-09-2021            | 12-09-2021            | 3               | 1*           |                                                   |
| Hellmut Lotti Goes Metal                                    | 01-09-2023            | 09-09-2023            | 1 (1wk)         | 16           | Livealbum opgenomen op Graspop Metal Meeting 2023 |

| Album met eventuele hitnotering(en) in de Nederlandse Album Top 100 | Datum van verschijnen | Datum van binnenkomst | Hoogste positie | Aantal weken | Opmerkingen |
| ------------------------------------------------------------------- | --------------------- | --------------------- | --------------- | ------------ | ----------- |
| Helmut Lotti goes classic                                           | 1995                  | 06-01-1996            | 1(4wk)          | 64           | Livealbum   |
| Helmut Lotti goes classic II                                        | 1996                  | 23-11-1996            | 1               | 33           | Livealbum   |
| Helmut Lotti goes classic III                                       | 1997                  | 08-11-1997            | 2               | 17           | Livealbum   |
| Romantic                                                            | 1998                  | 17-10-1998            | 59              | 4            |             |
| Helmut Lotti goes classic - final edition                           | 1998                  | 07-11-1998            | 31              | 10           | Livealbum   |
| A classical Christmas with Helmut Lotti                             | 1998                  | 05-12-1998            | 13              | 6            | Livealbum   |
| Out of Africa                                                       | 1999                  | 30-10-1999            | 5               | 35           |             |
| Latino classics                                                     | 2000                  | 04-11-2000            | 19              | 20           |             |
| Latino love songs                                                   | 2001                  | 29-09-2001            | 12              | 15           |             |
| My tribute to the King                                              | 2002                  | 17-08-2002            | 5               | 18           |             |
| Pop classics in symphony                                            | 2003                  | 04-10-2003            | 20              | 17           |             |
| From Russia with love                                               | 2004                  | 25-09-2004            | 20              | 15           |             |
| The crooners                                                        | 2006                  | 30-09-2006            | 22              | 16           |             |
| Time to swing                                                       | 2008                  | 20-09-2008            | 70              | 3            |             |

### Singles
| Single met hitnotering(en) in de Vlaamse Ultratop 50 | Datum van verschijnen | Datum van binnenkomst | Hoogste positie | Aantal weken | Opmerkingen                               |
| ---------------------------------------------------- | --------------------- | --------------------- | --------------- | ------------ | ----------------------------------------- |
| Kom nu                                               | 08-1989               | 19-08-1989            | 7               | 13           | Nr. 1 in de Vlaamse Top 10                |
| Bij jou alleen                                       | 12-1989               | 16-12-1989            | 8(3wk)          | 11           | Nr. 1 in de Vlaamse Top 10                |
| Waarom ik?                                           | 04-1990               | 12-05-1990            | 4               | 13           | Nr. 1 in de Vlaamse Top 10                |
| Vlaamse nachten                                      | 08-1990               | 15-09-1990            | 18              | 8            | Nr. 3 in de Vlaamse Top 10                |
| Het meisje van de buren                              | 12-1990               | 22-12-1990            | 40              | 8            | Nr. 8 in de Vlaamse Top 10                |
| Nog één nacht                                        | 06-1991               | 22-06-1991            | 32              | 6            | Nr. 7 in de Vlaamse Top 10                |
| What kind of friend                                  | 15-11-1991            | 30-11-1991            | 3               | 15           |                                           |
| Nooit meer alleen                                    | 04-1992               | 25-04-1992            | 28              | 7            | Nr. 4 in de Vlaamse Top 10                |
| Gek op haar                                          | 07-1992               | 08-08-1992            | 31              | 5            | met Bart Kaëll Nr. 5 in de Vlaamse Top 10 |
| Vergeef me                                           | 10-1992               | 24-10-1992            | 34              | 6            | Nr. 5 in de Vlaamse Top 10                |
| Ze is mijn lief                                      | 12-1992               | 16-01-1993            | 35              | 6            | Nr. 4 in de Vlaamse Top 10                |
| I should have known                                  | 10-1993               | 06-11-1993            | 8(2wk)          | 12           |                                           |
| You don't believe in love no more                    | 01-1994               | 05-02-1994            | 27              | 7            |                                           |
| Why don't you                                        | 1995                  | 18-03-1995            | 19(2wk)         | 7            |                                           |
| I love you too                                       | 1995                  | 24-06-1995            | 32              | 7            |                                           |
| You and me                                           | 1995                  | 23-09-1995            | 25              | 8            |                                           |
| Don't cry little child                               | 17-11-1995            | 11-11-1995            | 13              | 11           |                                           |
| Caruso                                               | 17-11-1995            | 24-02-1996            | 31              | 3            |                                           |
| Tiritomba                                            | 11-10-1996            | 19-10-1996            | 3(2wk)          | 14           |                                           |
| You'll win                                           | 20-01-1997            | 15-02-1997            | 33(2wk)         | 5            |                                           |
| Mamma                                                | 1997                  | 03-05-1997            | 14              | 5            | Nr. 3 in de Vlaamse Top 10                |
| Shalom alechem                                       | 1997                  | 13-09-1997            | 21              | 5            |                                           |
| You'll be my love                                    | 28-08-1998            | 12-09-1998            | 36              | 6            |                                           |
| Panis angelicus                                      | 1998                  | 19-12-1998            | tip15           | -            | met Michael Junior                        |
| Song for Kosovo                                      | 23-04-1999            | 01-05-1999            | 2               | 9            | als onderdeel van Artists For Kosovo      |
| Shosholoza                                           | 15-10-1999            | 04-09-1999            | 24              | 9            |                                           |
| Eso beso                                             | 13-10-2000            | 16-09-2000            | 47              | 1            |                                           |
| Quizás, quizás, quizás                               | 07-09-2001            | 11-08-2001            | 50              | 1            |                                           |
| Suspicious minds                                     | 02-08-2002            | 15-06-2002            | 13              | 10           |                                           |
| Such a night                                         | 02-08-2002            | 09-11-2002            | tip12           | -            |                                           |
| Et maintenant / What now my love                     | 13-01-2003            | 01-02-2003            | 8               | 11           | met Freddy Birset                         |
| Mandy                                                | 25-08-2003            | 16-08-2003            | 17              | 7            |                                           |
| I'm sailing                                          | 2003                  | 27-12-2003            | 32              | 7            | met Children's Choir en Laura Seys        |
| Two guitars                                          | 20-09-2004            | 28-08-2004            | 47              | 2            |                                           |
| Caterina / I don't know how to love you              | 2000                  | 02-09-2006            | 40              | 3            |                                           |
| Time to swing                                        | 08-08-2008            | 23-08-2008            | 9(2wk)          | 6            |                                           |
| Voed mij op                                          | 22-10-2012            | 27-10-2012            | tip34           | -            |                                           |
| Je lijf is als een vuur                              | 07-01-2013            | 19-01-2013            | tip41           | -            |                                           |
| Veel te doen                                         | 14-01-2013            | 13-04-2013            | tip56           | -            |                                           |
| Armoe                                                | 03-02-2014            | 08-02-2014            | tip44           | -            | Nr. 3 in de Vlaamse Top 10                |
| Faith, hope and love                                 | 30-10-2015            | 07-11-2015            | tip4            | -            |                                           |
| Won't you help me                                    | 01-02-2016            | 13-02-2016            | tip7            | -            |                                           |
| I've got confidence                                  | 11-08-2017            | 26-08-2017            | tip12           | -            |                                           |
| Love's embrace (live)                                | 16-04-2018            | 21-04-2018            | tip             | -            | Uit Liefde voor muziek                    |
| All I need (live)                                    | 30-04-2018            | 05-05-2018            | tip             | -            | Uit Liefde voor muziek                    |
| Forgiven (live)                                      | 07-05-2018            | 19-05-2018            | tip             | -            | Uit Liefde voor muziek                    |
| Shadowman (live)                                     | 14-05-2018            | 19-05-2018            | tip             | -            | Uit Liefde voor muziek                    |
| Sarah (live)                                         | 23-04-2018            | 26-05-2018            | tip             | -            | Uit Liefde voor muziek                    |
| Need your love (live)                                | 21-05-2018            | 26-05-2018            | tip             | -            | Uit Liefde voor muziek                    |
| My girl                                              | 03-08-2018            | 11-08-2018            | tip19           | -            | met The Golden Symphonic Orchestra        |
| So you win again                                     | 01-10-2018            | 20-10-2018            | tip             | -            | met The Golden Symphonic Orchestra        |
| Purple rain                                          | 28-09-2018            |                       |                 |              | met The Golden Symphonic Orchestra        |
| Bed of Roses                                         | 2025                  | 09-03-2025            | 49              | 1            |                                           |

| Single met eventuele hitnotering(en) in de Nederlandse Top 40 | Datum van verschijnen | Datum van binnenkomst | Hoogste positie | Aantal weken | Opmerkingen                |
| ------------------------------------------------------------- | --------------------- | --------------------- | --------------- | ------------ | -------------------------- |
| Funiculi funicula                                             | 1996                  | 17-02-1996            | 26              | 3            | Nr. 37 in de Mega Top 50   |
| Tiritomba                                                     | 1996                  | 09-11-1996            | tip4            | -            | Nr. 38 in de Mega Top 50   |
| You'll win                                                    | 1997                  | 22-02-1997            | -               | -            | Nr. 93 in de Mega Top 100  |
| Shalom alechem                                                | 1997                  | 04-10-1997            | -               | -            | Nr. 100 in de Mega Top 100 |

### Dvd's
| Dvd's met hitnoteringen in de DVD Top 30 | Datum van verschijnen' | Datum van binnenkomst | Hoogste positie | Aantal weken | Opmerkingen |
| ---------------------------------------- | ---------------------- | --------------------- | --------------- | ------------ | ----------- |
| Pop classics in Symphony                 | 2004                   | 31-01-2004            | 22              | 1            |             |
| The crooners                             | 2006                   | 09-12-2006            | 18              | 4            |             |

| Dvd's met hitnoteringen in de Vlaamse Ultratop muziek-dvd top 10/20 | Datum van verschijnen | Datum van binnenkomst | Hoogste positie | Aantal weken | Opmerkingen |
| ------------------------------------------------------------------- | --------------------- | --------------------- | --------------- | ------------ | ----------- |
| From Russia with love                                               | 2004                  | 20-11-2004            | 3               | 10           |             |
| The crooners                                                        | 2006                  | 02-12-2006            | 2               | 20           |             |
| Time to swing                                                       | 2008                  | 22-11-2008            | 2               | 15           |             |

## Trivia
- Helmut Lotti wilde het liefste profwielrenner worden en heeft het zelfs ook een tijdje geprobeerd. Als kind adoreerde hij Michel Pollentier.
- Hij heeft duetten gezongen met onder meer Andrea Bocelli, Montserrat Caballé, Eros Ramazzotti, Placido Domingo, Sarah Brightman, Hayley Westenra en Cliff Richard.
- Helmut Lotti was te gast in Samson en Gert in 1990 en 1996.
- Chris Van den Durpel parodieerde Lotti door zijn typetje Kamiel Spiessens een goes-classic-carrière te geven.
- Helmut Lotti nam drie keer deel aan de De Slimste Mens ter Wereld: in 2003 (2 deelnames), 2007 (6 deelnames) en 2010-2011 (1 deelname).
- Hij had ook in 2008 een kort optreden in de aflevering "Hormonen" van de populaire Vlaamse komische reeks F.C. De Kampioenen.
- Op 7 september 2018 was Helmut Lotti een van de artiesten die zijn handtekening zette onder een open brief in de Engelse krant The Guardian gericht aan de organisatoren van het Eurovisiesongfestival dat in 2019 in Israël gehouden werd. In de brief vroeg men dringend het songfestival in een ander land te houden waar de mensenrechten beter geëerbiedigd worden: Zolang de Palestijnen geen vrijheid, gerechtigheid en gelijke rechten genieten, kan er geen sprake zijn van "business as usual" met een staat die hen hun basisrechten onthoudt.[6]
- Hij nam het in 2021 op in een duel tegen Natalia in De Container Cup en won.